# Berliet PR100
Berliet PR 100 – średniopodłogowy autobus miejski skonstruowany i produkowany we Francji w zakładach Berliet. Od roku 1972 także produkowany na podstawie zakupionej licencji przez JZS Jelcz, jako Jelcz-Berliet PR100/Jelcz PR100.

## Historia modelu

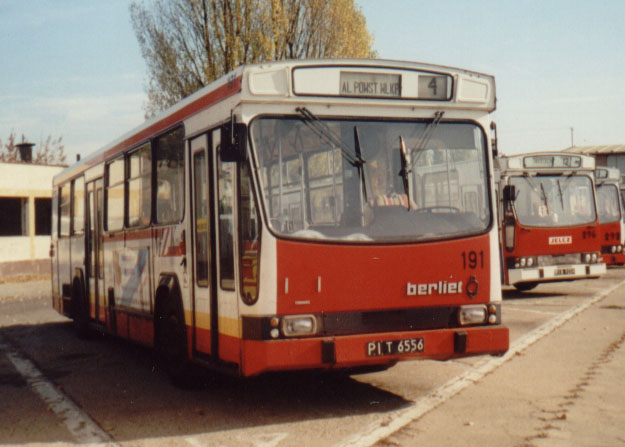
Jelcz Berliet PR100 na terenie zajezdni MZK Piła

W chwili powstania był przełomową konstrukcją, posiadał nowoczesną, kanciastą linię nadwozia, duże okna, szerokie drzwi oraz podłogę znacznie niżej niż w dotychczas produkowanych autobusach. Zainstalowanie silnika na zwisie tylnym i zastosowanie napędu osi tylnej pozwalało na obniżenie przebiegu podłogi do wartości około 500 mm w drzwiach przednich oraz około 700 mm w drzwiach środkowych.
Początkowo stosowano silniki Berliet V800, oraz Perkins V8, wszystkie egzemplarze zmontowane w JZS posiadały silniki produkcji Berliet, natomiast na rodzimym francuskim rynku większą popularnością cieszył się silnik Perkins. Od końca lat siedemdziesiątych zastosowano nowy rzędowy silnik Berliet MIP06.20.30. Silniki parowano z półautomatyczną planetarną skrzynią biegów typu Wilson, zastąpiona w latach 80. przez skrzynię automatyczną firmy ZF opcjonalnie stosowano skrzynie manualną Berliet. Po kolejnej modernizacji (w 1984) autobusy PR 100 otrzymały nowy silnik widlasty – Renault V6, zderzaki z tworzyw sztucznych, nowe, w pełni przeszklone drzwi, indywidualne siedzenia pasażerskie, nowy ekspozytor czołowej informacji pasażerskiej (znany w Polsce m.in. z autobusów Jelcz 120M).
W latach 1981–1999 produkcję kontynuowano pod marką Renault.
PR100 był bazą do skonstruowania autobusu przegubowego PR180, autobusu dwuprzegubowego Renault-Heuilez MegaBus, trolejbusów ER100, trolejbusów przegubowych ER180, oraz trolejbusu elektryczno-spalinowego PER180.
Na bazie konstrukcji PR100, zakłady Berliet zaprojektowały rodzinę autobusów PR110, na zlecenie Polski. 
Autobusy PR100 i pochodne były montowane w Hiszpanii pod marką Renault, w Algierii pod marką SNVI, Australii pod marką Renault-Mack. Powstał przynajmniej jeden egzemplarz testowy dla rynku kanadyjskiego.

## Berliet PR100 w Polsce
Po udanej eksploatacji dwóch wcześniej zakupionych autobusów Renault PR 100 w sierpniu 1992 roku, na przełomie grudnia 1993 MZK Piła zakupiło od francuskiego przewoźnika STAS Saint - Etienne osiem pojazdów marki Berliet PR 100. Na pilskie linie wyjechały one w lutym 1994 roku.
Po zakończeniu eksploatacji w MZK Piła w grudniu 2001 obydwa autobusy Renault PR 100 (184 i 185) oraz jeden Berliet PR 100 (191), trafiły w ręce kół miłośników komunikacji miejskiej w Bydgoszczy oraz Szczecinie.
W Krakowie tego typu wozy pojawiły się w 1991 roku za sprawą sprowadzenia 25 sztuk PR100 ze współpracującego z Krakowem, francuskiego miasta Orlean. W tym samym czasie pojawił się pierwszy pomysł na konkurencję w komunikacji miejskiej. Do tego celu stworzono firmę KPTS (późniejsza firma KPPU). Sprowadzone PR100 w ilości 20 sztuk trafiły właśnie do nowo tworzonej firmy. Pozostałe 5 sztuk przypisano do zajezdni Płaszów, gdzie otrzymały numery w przedziale 41501-41505. Autobusy te jednak w krakowskim MPK nie zawitały na długo. Zaledwie po paru miesiącach zostały przekazane do KPTS. 
Po wielu latach eksploatacji autobusy popadły w bardzo zły stan techniczny i z czasem zostały sprzedane bądź skasowane. Firma KPPU zrezygnowała z usług przewozowych. Linie przekazano PKS Kraków wraz z paroma wozami, w tym PR100. Jeden z autobusów dzięki staraniom miłośników z Warszawy odzyskał dawną świetność i został odrestaurowany na pojazd Jelcz Berliet PR100. Był to wóz ex. SEMTAO Orléan #143, ex. KPPU Kraków #825, ex. PKS Kraków #K00080 i otrzymał w Warszawie numer #3873. Należy do Klubu Miłośników Komunikacji Miejskiej w Warszawie.